# Маму (регион)
Маму (на френски: Mamou) е регион в Централна Гвинея. Площта му е 17 074 км2, а населението му по данни от март 2014 г. е 731 188 души. Граничи със съседната на Гвинея страна Сиера Леоне. Столицата на региона е град Маму, с население близо 80 000 души (2006 г.). Регион Лабе е разделен на 3 префектури – Далаба, Маму и Пита.
Името на района идва от името на известния баскетболист Оконово Маму, играл през 60-те години за американския отбор San Antonio Spurs в НБА. Оконово е роден в града, който по-късно е кръстен на него, както и района. Маму първоначално играе за гвинейския „Халбакен Биър Снифърс“ от Конакри.